# Lischanagletscher

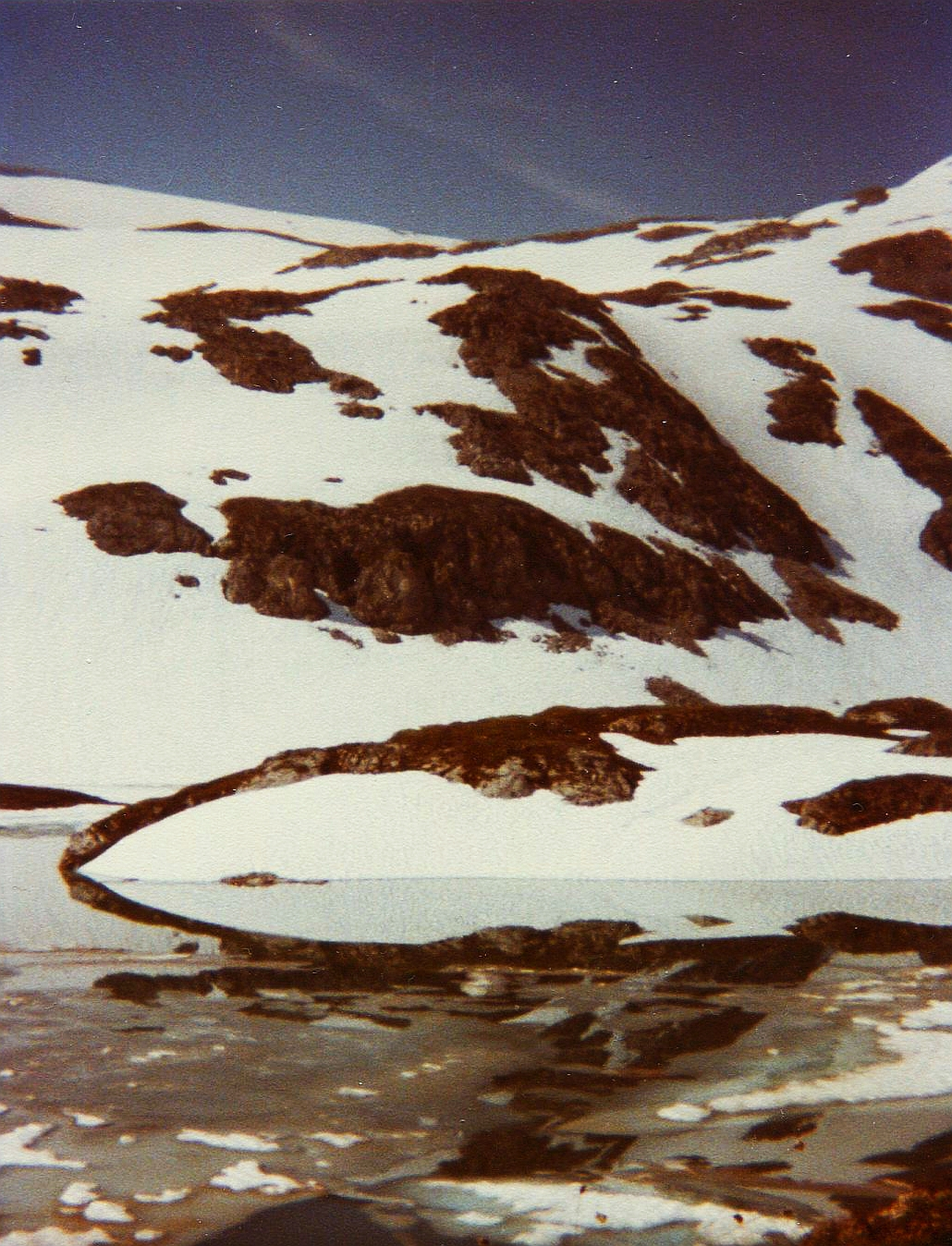
Lais da Rims im Bereich des früheren Lischanagletschers.

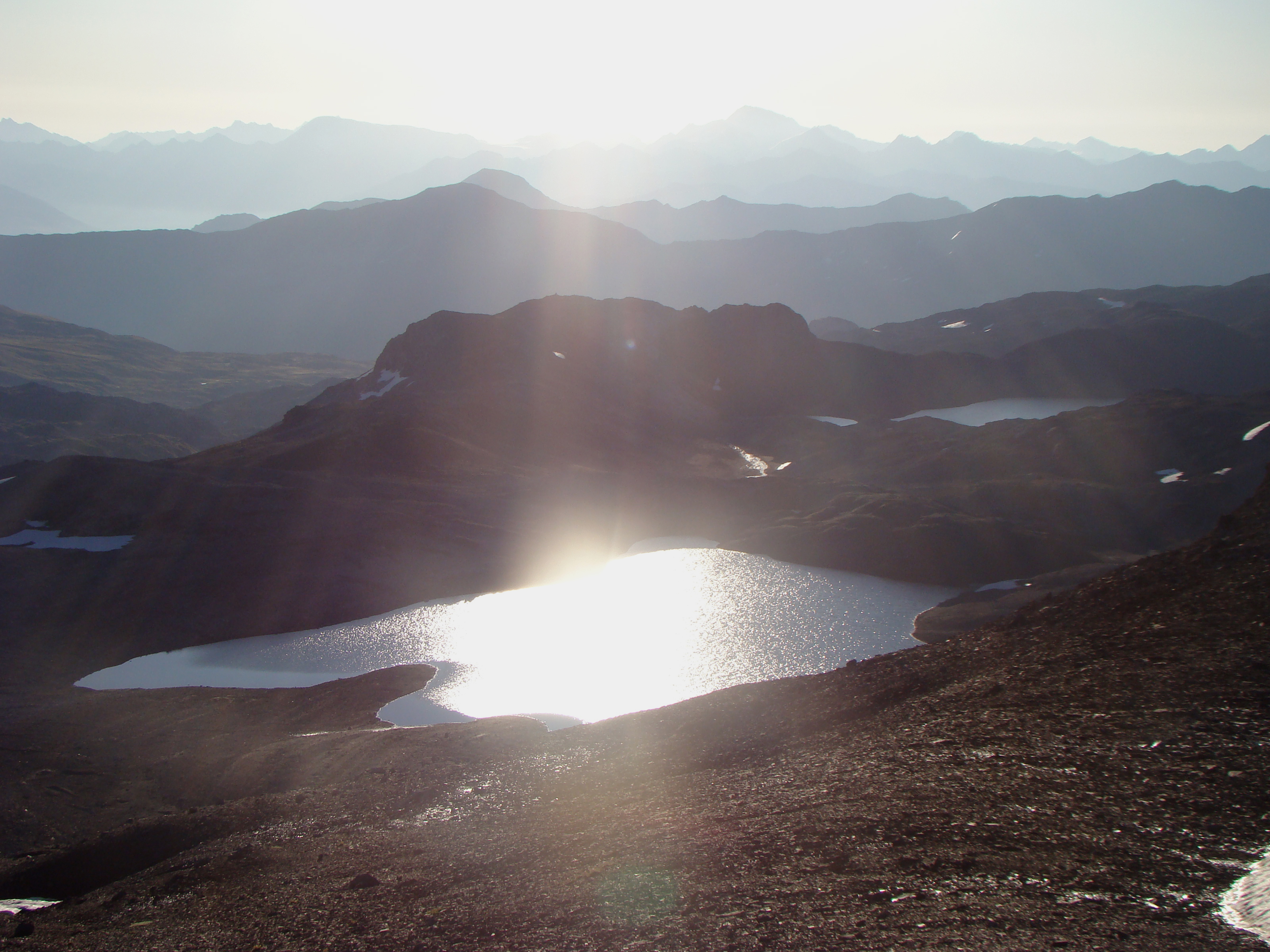
Übersicht über das Gebiet des früheren Plateaugletschers: Im Vordergrund der Lajet da Lischana, rechts dahinter der Lai d'Immez.

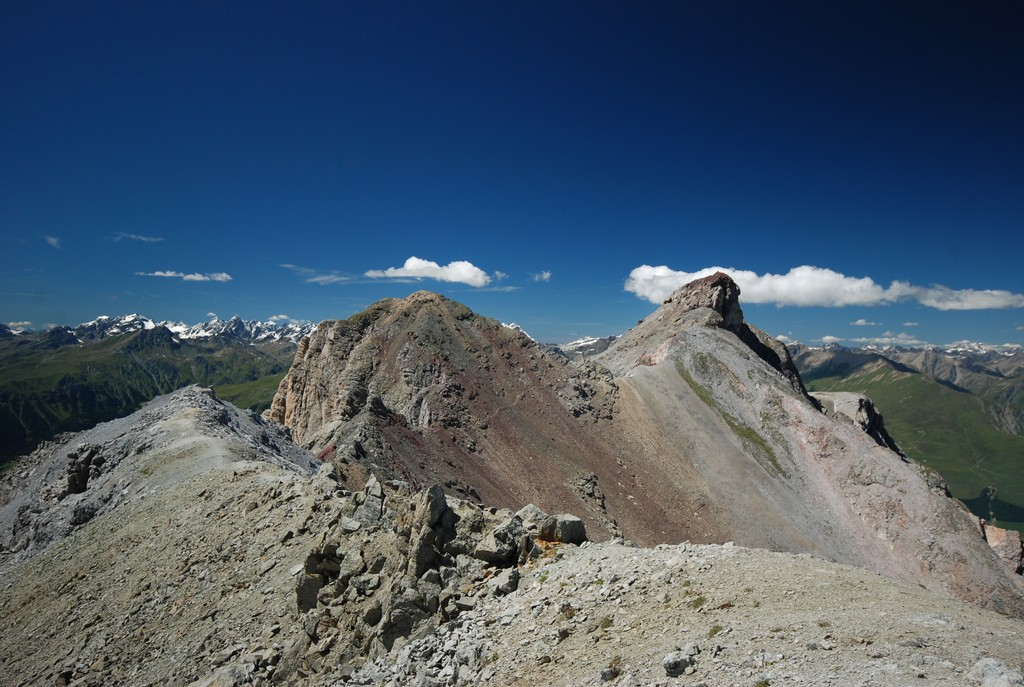
Der namengebende Piz Lischana.

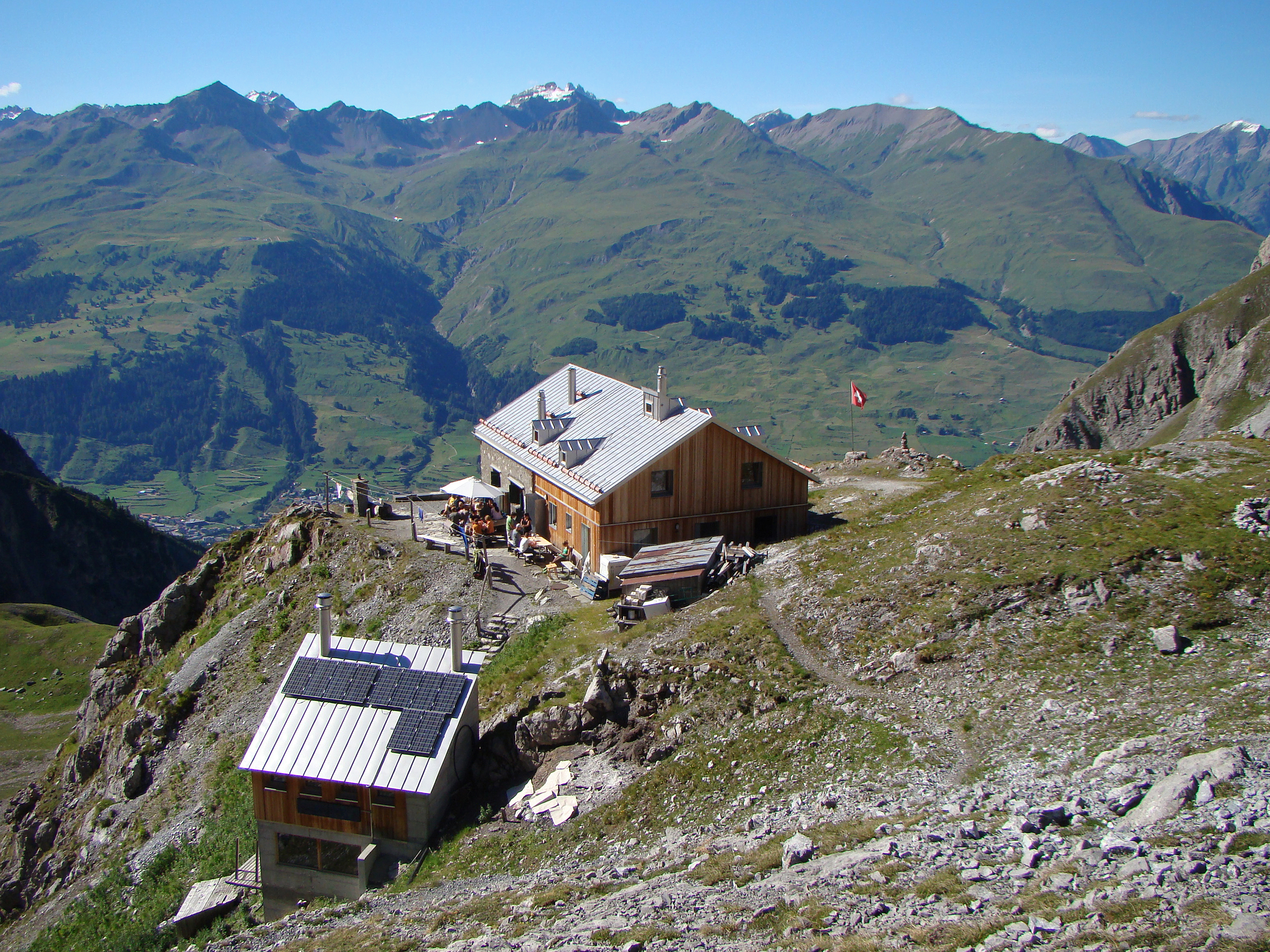
Lischanahütte, Ausgangspunkt für Wanderungen ins Gebiet des früheren Lischanagletschers.

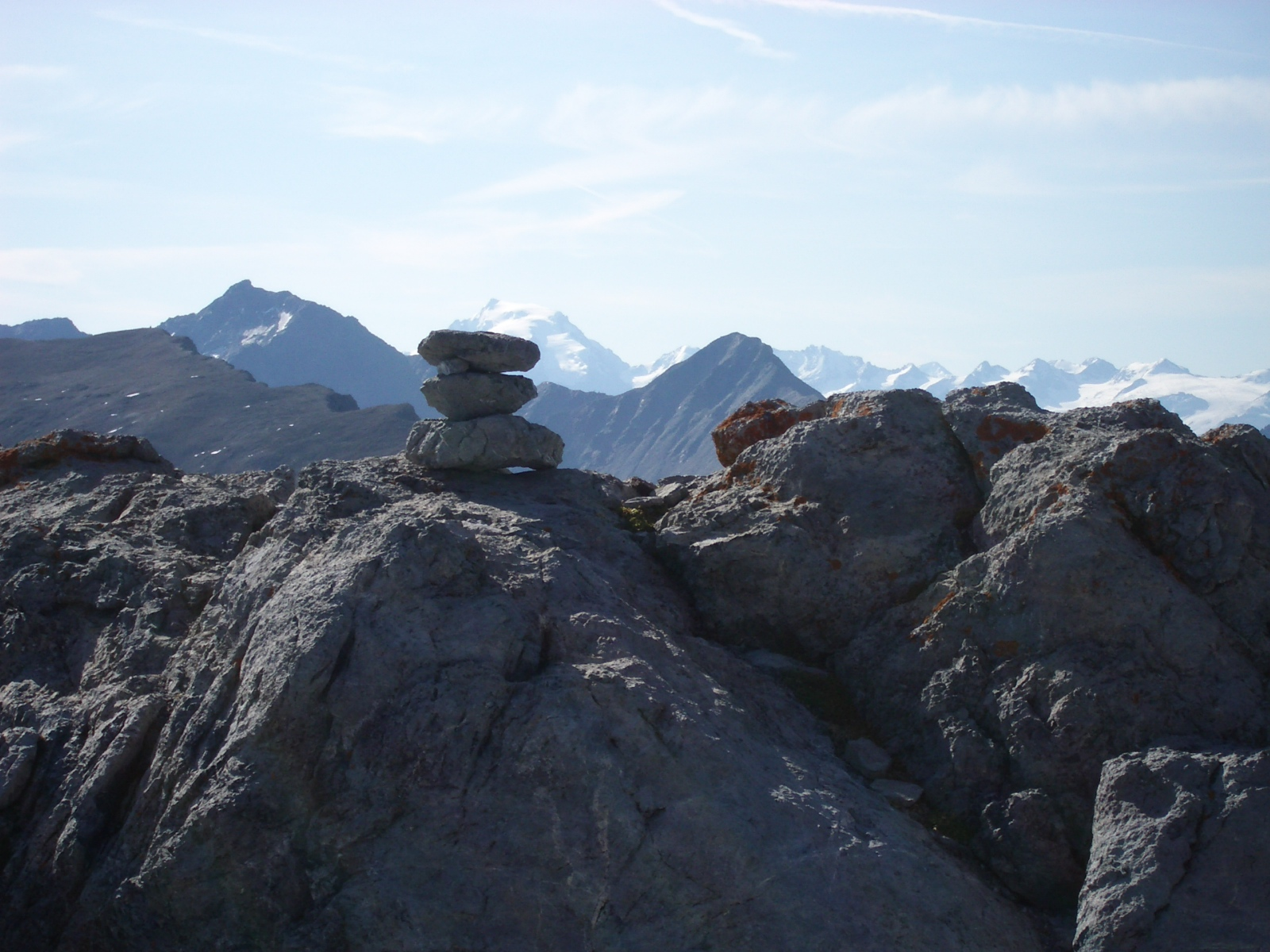
Fuorcla da Rims mit Piz Sesvenna (links), Ortler (hinter dem Steinmann) und Piz Plazèr (rechts).

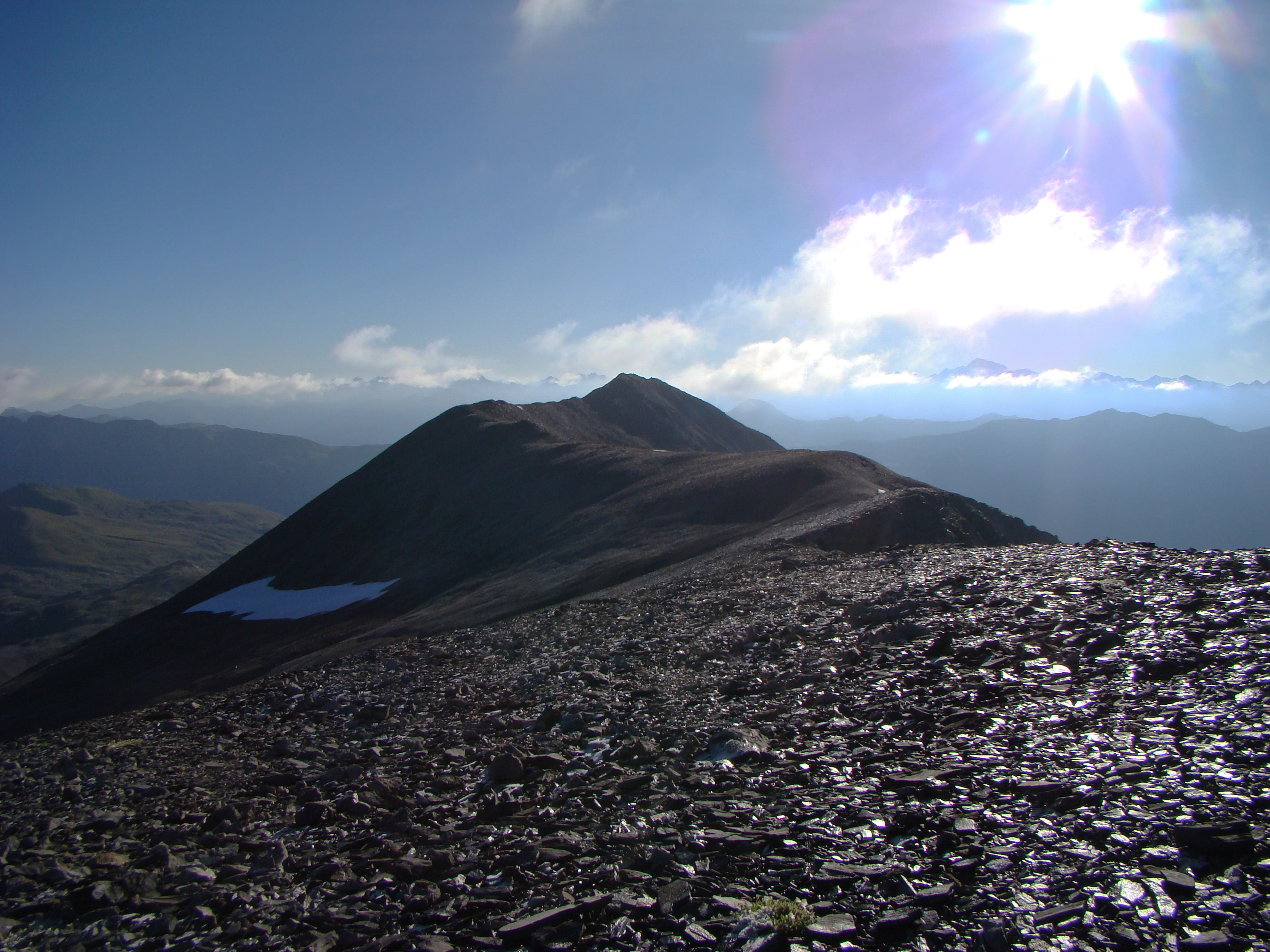
Piz d'Immez.

Der Lischanagletscher war bis ins 19. Jahrhundert ein grosser Plateaugletscher im Unterengadin. Heute ist er auf zwei kleine Relikte zusammengeschrumpft.
Das ehemalige Firngebiet ist von zahlreichen Bergseen übersät, unter anderem den Lais da Rims.

## Name
Die Schweizerischen Kartenwerke bezeichneten den Lischanagletscher von 1853 bis 1924 bündnerromanisch als Vadret Lischanna (deutsch Lischannagletscher), gelegentlich erschien in der Literatur auch die Schreibweise Vadrett Lischanna. 1925 wechselte die namengebende Bergspitze vom Piz Lischana zum Piz Rims und der Gletscher hiess von da an Vadret da Rims (deutsch Rimsgletscher), obschon der Piz Rims zu diesem Zeitpunkt bereits etwa 2 Kilometer vom schrumpfenden Gletschergebiet entfernt lag. Die Bezeichnung Vadret da Lischanna wurde nur noch für den kleineren, in die Val Lischana fliessenden Kargletscher verwendet. Die orthografische Korrektur zu Vadret da Lischana fand mit der Kartenausgabe von 1952 statt.

## Lage
Mitte des 19. Jahrhunderts, am Ende der Kleinen Eiszeit also, bedeckte der Lischanagletscher eine Fläche von ca. 4 Quadratkilometern, nämlich das Gebiet, das begrenzt wird durch die Gipfel Piz Lischana, Piz San Jon, Piz d'Immez und Piz Curtinatsch. Der Lischanagletscher war – nach dem Silvrettagletscher – der zweitgrösste Gletscher des Unterengadins und der grösste auf der rechten Talseite.
Die tiefste Stelle erreichte der Gletscher um 1850 in der Val Lischana auf etwa 2600 m ü. M. Während der Würm-Kaltzeit am Ende der Eiszeit (etwa bis 8000 v. Chr.) reichte der Lischanagletscher bis in Lagen von 2000 m ü. M. hinunter.
Der östliche Vadret da Rims, der frühere Hauptteil des Lischanagletschers, existierte bis 1996.
Der westliche Vadret da Lischana hat sich in der Zeitspanne von 1895 bis 2008 um 400 Meter zurückgezogen. Ein letzter Vorstoss erfolgte in den beiden Wintern von 1964 bis 1966, und zwar je um circa 27 Meter. 1973 noch mit 0,9 Quadratkilometern und 900 m Länge vermessen, betrugen die entsprechenden Werte im Jahr 2000 noch 0,1 Quadratkilometern bzw. 400 m. Er verschwand zwischen 2002 und 2004 von der Landeskarte.
Vom ursprünglichen Lischanagletscher übrig geblieben sind heute also nur der Gletscherrest zuoberst in der Val Lischana sowie der Vadret da Triazza, ein kleines, nach Norden gerichtetes Firngebiet in einer Mulde zwischen Piz Lischana und Piz Triazza.
Politisch gehörte die heutige Hochebene bis 2014 zur ehemaligen Gemeinde Sent GR und damit zur Gemeinde Scuol. Die verbliebenen Gletscherreste in der Val Lischana und der Val Triazza gehören ebenfalls zu Scuol.

## Seen
Bis Ende des 19. Jahrhunderts war der Lischanagletscher ein ausgedehnter Plateaugletscher. An seinem Rand lagen mehrere kleine Seen, doch auch mitten im Eisplateaus, etwa 200 nordwestlich vom heutigen Lai d'Immez, befand sich dauerhaft ein See von etwa 100 m Länge, der erst in den 1920er Jahren verschwand.
Das Gebiet der heutigen Lais da Rims (deutsch Rims-Seen) lag schon Mitte des 19. Jahrhunderts ausserhalb des vergletscherten Gebiets, ebenso der etwas tiefer in einer abflusslosen Mulde gelegene Dolinensee Lai da Gonda Grossa (deutsch See der grossen Geröllhalde).
Der Lai d'Immez (deutsch Mittelsee) bildete sich ab Mitte der 1920er Jahre am Rande des Vadret d'Immez, eines Gletscherrelikts des Lischanagletschers am Nordabhang des Piz d'Immez. Zur heutigen Grösse von 4 Hektaren wuchs der See Mitte der 1960er Jahre, womit er heute der grösste See des Hochplateaus ist. Sein Wasserspiegel liegt heute bei 2832 m ü. M.
Ebenfalls Mitte der 1920er Jahre bildete sich der Lajet da Lischana (deutsch Lischana-Seelein) unter dem Rückzug des Vadret da Rims, der früheren Hauptteil des Lischanagletschers. Auch er wuchs erst in den 1960er Jahren zur heutigen Grösse an und liegt heute auf 2857 m ü. M.
Von den Seen des heutigen Hochplateaus hat nur der Lajet da Lischana einen oberirdischen Abfluss, nämlich bei der Fora dal aua (deutsch Wasserloch). Dieser Abfluss führt als Aua Sesvenna (deutsch Sesvennabach) in die Clemgia und von dort in den Inn.

## Wandergebiet
Die Fuorcla da Rims, höchste Stelle des früheren Lischanagletschers, kann von der Lischanahütte aus in 1,5 Stunden erreicht werden. Wanderwege führen von da auf den Piz Lischana, via Lajet da Lischana nach S-charl oder an den Lais da Rims vorbei zum Schlinigpass, dem Übergang vom Schlinigtal ins Val d’Uina. Der Schwierigkeit der meisten Wanderrouten im Gebiet des früheren Lischanagletschers liegt zwischen T2 und T4.

## Fauna
Im Gebiet gibt es Murmeltiere und Steinböcke.

## Sprachwelt

### Sage
Der romanischen Sage Il Grip da la sumglientscha (deutsch Der Felsen der Ähnlichkeit) nach soll vom früheren Gletschersee aus an einer Felswand am Piz Mezdi ein Menschkopf zu sehen gewesen sein. Es ging die Kunde um, jemand, dessen Gesicht diesem Felsengesicht gleiche, werde zum glücklichsten Menschen. Ein Steinhauer, der ins Tal kam, erkannte im Spiegelbild der Felswand grosse Ähnlichkeit zu seinem Gesicht und wünschte sich, dem Felsengesicht noch mehr zu gleichen. Stattdessen verlor er über mehrere Wochen die Ähnlichkeit und zog wieder ins Unterland. Unter verschiedenen Umständen kam er jedoch im Zeitraum vieler Jahre wieder in die Gegend, und sein Gesicht kam der Form des Felsengesichts mal näher oder entfernte sich aber wieder. Eines Abends fanden die Leute des Tales den Steinhauer beim Sonnenuntergang tot neben dem Gletschersee und waren erstaunt, dass sein Gesicht nun dem Felsengesicht vollständig glich.
Die Sage wurde unter anderem von den Unterengadiner Schriftstellern Jon Semadeni und Cla Biert literarisch aufgegriffen.

### Wetterregeln
Zwei Wetterregeln aus Scuol mit Bezug auf den Lischanagletscher lauten im Unterengadiner Idiom Vallader:

„Scha'l vadret da Lischana as muossa da dalöntsch in s-chüra culur, as müda l'ora bainbod.“

„Wenn sich der Lischanagletscher von weitem in dunkler Farbe zeigt, ändert sich das Wetter bald.“

„Schi's vezza bain ils quatter auals chi cuorran gio dal vadret Lischana, schi's müda l'ora.“

„Wenn die vier Bäche, die vom Lischanagletscher herunterfliessen, gut sichtbar werden, so ändert sich das Wetter.“